# 桜 (世田谷区)
桜（さくら）は、東京都世田谷区の地名。現行行政地名は桜一丁目から桜三丁目。住居表示実施済区域。

## 地理
東急世田谷線上町駅・宮の坂駅・小田急小田原線経堂駅が近い。世田谷通りが通る。バス便で三軒茶屋・渋谷方面に直通。

### 地価
住宅地の地価は、2025年（令和7年）1月1日の公示地価によれば、桜2-12-2の地点で66万2000円/m2となっている。

## 歴史

### 地名の由来
世田谷城内にある御所桜という桜の木に因み、明治初期に世田ヶ谷村の小字、桜木とされた。1879年（明治12年）12月1日、この地に桜学校（下町円光院本堂仮校舎、現：世田谷区立桜小学校）が完成。その頃から慣習的に当地域は小学校名により木の文字を省いて「桜」と呼ばれるようになった。1966年（昭和41年）、世田谷区世田谷より「桜」として分離。同じ世田谷区内に桜新町、桜丘、桜上水と似た地名が存在するが、桜丘の地名はこの地域に由来がある。桜新町とは関係はない。

### 町名の変遷
| 実施後   | 実施年月日    | 実施前（各町名ともその一部） |
| -------- | ------------- | ---------------------------- |
| 桜一丁目 | 1966年2月15日 | 世田谷4、世田谷3の各一部     |
| 桜二丁目 | 1966年2月15日 | 世田谷4の一部                |
| 桜三丁目 | 1966年2月15日 | 世田谷4、世田谷1の各一部     |

## 世帯数と人口
2025年（令和7年）1月1日現在（世田谷区発表）の世帯数と人口は以下の通りである。
| 丁目     | 世帯数    | 人口     |
| -------- | --------- | -------- |
| 桜一丁目 | 2,296世帯 | 4,708人  |
| 桜二丁目 | 1,697世帯 | 3,418人  |
| 桜三丁目 | 2,004世帯 | 4,136人  |
| 計       | 5,997世帯 | 12,262人 |

### 人口の変遷
国勢調査による人口の推移。
| 年                 | 人口   |
| ------------------ | ------ |
| 1995年（平成7年）  | 10,129 |
| 2000年（平成12年） | 9,987  |
| 2005年（平成17年） | 10,228 |
| 2010年（平成22年） | 10,521 |
| 2015年（平成27年） | 12,096 |
| 2020年（令和2年）  | 12,716 |

### 世帯数の変遷
国勢調査による世帯数の推移。
| 年                 | 世帯数 |
| ------------------ | ------ |
| 1995年（平成7年）  | 4,701  |
| 2000年（平成12年） | 4,904  |
| 2005年（平成17年） | 5,054  |
| 2010年（平成22年） | 5,089  |
| 2015年（平成27年） | 5,656  |
| 2020年（令和2年）  | 5,986  |

## 学区
区立小・中学校に通う場合、学区は以下の通りとなる（2024年8月時点）。
| 丁目     | 番地     | 小学校                 | 中学校               |
| -------- | -------- | ---------------------- | -------------------- |
| 桜一丁目 | 全域     | 世田谷区立世田谷小学校 | 世田谷区立桜木中学校 |
| 桜二丁目 | 全域     | 世田谷区立桜小学校     | 世田谷区立桜木中学校 |
| 桜三丁目 | 18～33番 | 世田谷区立桜小学校     | 世田谷区立桜木中学校 |
| 桜三丁目 | 1〜17番  | 世田谷区立松丘小学校   | 世田谷区立弦巻中学校 |

## 事業所
2021年（令和3年）現在の経済センサス調査による事業所数と従業員数は以下の通りである。
| 丁目     | 事業所数  | 従業員数 |
| -------- | --------- | -------- |
| 桜一丁目 | 35事業所  | 246人    |
| 桜二丁目 | 35事業所  | 524人    |
| 桜三丁目 | 135事業所 | 1,248人  |
| 計       | 205事業所 | 2,018人  |

### 事業者数の変遷
経済センサスによる事業所数の推移。
| 年                 | 事業者数 |
| ------------------ | -------- |
| 2016年（平成28年） | 188      |
| 2021年（令和3年）  | 205      |

### 従業員数の変遷
経済センサスによる従業員数の推移。
| 年                 | 従業員数 |
| ------------------ | -------- |
| 2016年（平成28年） | 1,900    |
| 2021年（令和3年）  | 2,018    |

## 施設
- 東京農業大学第一高等学校・中等部
- 世田谷区立桜木中学校
- 和光小学校
- 世田谷桜郵便局
- 桜木トンネル（補助第128号線）

## その他

### 日本郵便
- 郵便番号 : 156-0053[2]（集配局 : 千歳郵便局[15]）。